# Gráf József
Gráf József (Mecsekszabolcs, 1946. október 16. –) magyar üzemmérnök, politikus, az első és a második Gyurcsány-kormány, valamint a Bajnai-kormány földművelésügyi és vidékfejlesztési minisztere.

## Tanulmányai
A pécsi Nagy Lajos Gimnáziumban érettségizett 1964-ben.
1968-ban a körmendi Felsőfokú Mezőgazdasági Technikumban végzett, mezőgazdasági gépészeti szakon, majd 1982 és 1984 között a moszkvai Társadalomtudományi Akadémián posztgraduális képzésen vett részt.

## A rendszerváltás előtti pályafutása
1968 és 1969 között a szabadszentkirályi Béke Mgtsz. gyakornoka, majd 1975-ig műhelyvezetője, főmérnöke volt. Ekkor került az MSZMP Pécsi Járási és Baranya Megyei Bizottságához munkatársnak (1975–1984). A pártba 1970-ben lépett be.
1984 és 1986 között a Szigetvári Városi Bizottság titkára, 1989-ig első titkára volt. 1985-től 1989-ig a városi tanács vb-nek is tagja volt. 1989 és 1990 között a régi szövetkezeti munkahelyén dolgozott termelésirányítóként.
1989 októberében az MSZMP-ből átalakult MSZP alapító tagja lett.

## A rendszerváltás utáni pályafutása
1990-ben a szövetkezet elnöke, majd 1994-ben az átalakult részvénytársaság elnök-vezérigazgatója lett.
1990-től 1993-ig az MSZP szigetvári szervezetét vezette. 1990-ben országgyűlési képviselőnek jelölték, de ekkor nem jutott az Országgyűlésbe. 1992 és 1994 közt a párt országos választmányának tagja volt.
Az 1994-es országgyűlési választáson a szigetvári (Baranya megye 7. vk.) egyéni körzetből szerzett mandátumot. 1995 és 1998 közt a párt Baranya megyei választmányának elnöke volt. 1999-ben Szigetvár és környéke elnöke lett pártjában. 1998-ban ismét egyéni körzetben, 2002-ben pedig megyei területi listáról lett ismét országgyűlési képviselő. Tagja lett az Országgyűlés mezőgazdasági és számvevőszéki bizottságainak.
2006-ban országos listáról bejutott az Országgyűlésbe, de az alakuló ülés előtt lemondott mandátumáról egyik párttársa javára.
2002-ben szigetvári és Baranya megyei önkormányzati képviselővé választották. Utóbbinak 2006-ig volt tagja.
2005-ben Gyurcsány Ferenc miniszterelnök kinevezte földművelésügyi és vidékfejlesztési miniszterré, ekkor lemondott a szabadszentkirályi mezőgazdasági rt.-ben betöltött elnöki posztjáról és a szigetvári önkormányzati képviselői pozíciójáról. A kisebbségi kormányban és a Bajnai-kormányban is megtarthatta miniszteri pozícióját.
2007-ben beválasztották a párt országos elnökségébe, melynek 2009-ig maradt tagja.

### Üzletemberi pályafutása
Több cég igazgatósági, illetve felügyelő bizottsági tagja volt a rendszerváltozást követően. (Egri Agrober Kft. felügyelő bizottsági tagja és a Szigetvári Agrokémiai Kft., IKR Termelésfejlesztési és Kereskedelmi Rt., „Béke” Mezőgazdasági és Szolgáltató Szövetkezet, AG Processing-Magyarország Mezőgazdasági termelő Kft., Baranya Gabona Kereskedelmi Kft., Déldunántúli Gabonaipari Rt.)
2004-ben a negyedrészben Gráf tulajdonában álló Szabadszentkirályi Mg. Rt. 10 százalékban birtokolt cége, az Invest-Group Bóly Rt. szerezte meg privatizáció útján az ország egyik jelentős mezőgazdasági vállalkozását, a Bóly Rt.-t. Rogán Antal fideszes politikus azt állította, hogy a privatizáció szocialista politikusok érdekei szerint zajlott.

## Családja
Nős (második házasságában él), felesége magánvállalkozó, három felnőtt gyermekük van. Egyik gyereke Gráf Csilla színésznő.